# Дунаев, Дмитрий Александрович
Дмитрий Александрович Дунаев (9 июня 1977 — 2 июля 2020, Москва) — российский дзюдоист, чемпион России среди юниоров в абсолютной весовой категории, трижды становился бронзовым призёром чемпионатов России (в 1995, 1997 и 1998 годах), мастер спорта России международного класса. Выступал в тяжёлой весовой категории (свыше 95 кг). Тренировался под руководством Сергея Лукашова. Последние годы жизни тяжело болел. Был найден скончавшимся в собственной машине из-за оторвавшегося тромба.

## Спортивные результаты
- Чемпионат России по дзюдо 1995 года — ;
- Первенство России по дзюдо среди юниоров 1996 года (абсолютная категория) — ;
- Чемпионат России по дзюдо 1997 года — ;
- Чемпионат России по дзюдо 1998 года — ;